# Leah Thomas
Leah Thomas (Santa Clara (Californië), 30 mei 1989) is een Amerikaanse wielrenster. Ze reed voor ploegen als TWENTY16-Ridebiker, UnitedHealthcare, Bigla, Movistar en in 2022 voor Trek-Segafredo.

## Palmares

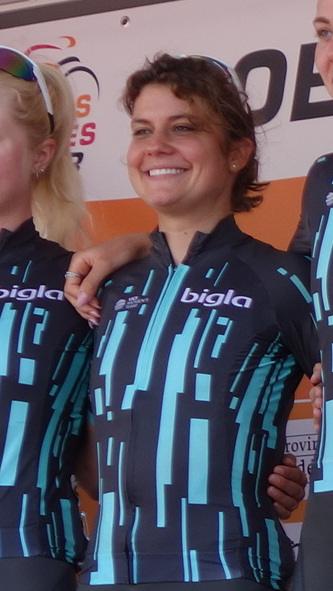
Leah Thomas in de Boels Ladies Tour 2019

2016
2e etappe (TTT) Ronde van Californië
2017
Combinatieklassement Tour de l'Ardèche
3e etappe (tijdrit) Ronde van de Gila
 Amerikaans kampioenschap op de weg
 Amerikaans kampioenschap tijdrijden
2018
Eindklassement Tour de Feminin - O cenu Českého Švýcarska
Chrono Champenois - Trophée Européen
1e etappe (tijdrit) Valley of the Sun
2019
 Pan-Amerikaans kampioen tijdrijden
3e etappe Vrouwen Ronde van Schotland
Eind- en puntenklassement Vrouwen Ronde van Schotland
2020
4e etappe Setmana Ciclista Valenciana
2021
2e etappe Tour de l'Ardèche
Eind- en puntenklassement: Tour de l'Ardèche
2022
 Amerikaans kampioen tijdrijden, Elite

## Resultaten in voornaamste wedstrijden
| Jaar | Gent-Wevelgem | Ronde van Vlaanderen | Parijs-Roubaix | Amstel Gold Race | Luik-Bast.‑Luik | Strade Bianche | Omloop Het Nieuwsblad | Brabantse Pijl |  | WK op de weg |
| ---- | ------------- | -------------------- | -------------- | ---------------- | --------------- | -------------- | --------------------- | -------------- |  | ------------ |
| 2016 | 79e           | 84e                  |                |                  |                 |                |                       | 61e            |  |              |
| 2018 |               |                      |                |                  |                 |                |                       |                |  | opgave       |
| 2019 | 70e           | 47e                  |                |                  |                 | 17e            | 20e                   |                |  | 38e          |
| 2020 |               |                      |                |                  |                 | ↑              | opgave                |                |  |              |
| 2021 |               | 11e                  | 12e            | 21e              | 20e             | 23e            | 86e                   | 4e             |  | 56e          |
| 2022 |               | opgave               |                | 54e              |                 |                |                       | 47e            |  |              |

Alzini · Banks · Chabbey · Harvey · Leth · Norsgaard · Nosková · Sperotto · Thomas · Uttrup Ludwig · Wright
Alzini · Banks · Chabbey · Fisher-Black · Harvey · Koppenburg · Norsgaard · Nosková · Reusser · Sperotto · Stirnemann · Thomas · Wright
Aalerud · Biannic · Erić · González · Guarischi · Gutiérrez · Martín · Norsgaard · Oyarbide · Rodríguez · Teruel · Thomas · Van Vleuten
Bäckstedt · Balsamo · Brand · Cordon-Ragot · Deignan · Dideriksen · Hanson · Hosking · Longo Borghini · Paternoster · Thomas · van Anrooij · van Dijk · Wiles
- International Standard Name Identifier: 0000 0004 3604 5403
- Library of Congress Control Number: n2014043667
- Nederlandse Thesaurus van Auteursnamen: 400914700
- Virtual International Authority File: 309825533